# Alfa Romeo Proteo
Alfa Romeo Proteo — концепт-кар итальянской автомобильной компании Alfa Romeo.

## История и особенности
Proteo был впервые представлен на Женевском автосалоне в 1991 году. Модель представляет собой двухдверный купе-кабриолет со складывающейся крышей. Концепт оснащён 3,0 л. (2959 см³) четырёхраспредвальным 24-х клапанным V6 с 60 градусным расположением и 5-ступенчатой механической коробкой передач. Максимальная скорость у данного прототипа равнялась 250 км/ч (160 миль/ч). Двигатель, который устанавливался на прототип, выдавал 260 л. с. (191 кВт). Proteo использовал укороченную платформу с Alfa Romeo 164 и оснащался полным приводом на все четыре колеса, а также гидроусилителем руля. Многие особенности дизайна Proteo были использованы с моделей Alfa Romeo, таких как GTV И Spider 916-й серии, разработка которых была завершена в июле 1988 года.
В данное время концепт-кар находится в Музее Alfa Romeo в Арезе, Италия.